# Лісовол Дмитро Олександрович
Дмитро́ Олекса́ндрович Лісово́л (24 жовтня 1987 — 15 липня 2019) — старший солдат Збройних сил України, учасник російсько-української війни.

## Життєпис
Народився 1987 року в селі Шарки (Рокитнянський район, Київська область). Закінчив професійно-технічне училище — за фахом «столяр будівельний, тесляр верстатних деревообробних верстатів». Після проходження строкової служби і демобілізації працював охоронцем, вантажником та слюсарем — у ТОВ «Агросоюз РП» й ПП «ТіСО Сервіс», по тому — на різних будівництвах.
15 березня 2017 року підписав контракт на 3 роки, пройшов підготовку в 169-му НЦ «Десна»; старший солдат, кулеметник — командир протитанкового відділення, протитанковий взвод механізованого батальйону, 92-га бригада. Від 15 червня 2017-го виконував бойові завдання поблизу Мар'їнки. Пройшов 3  ротації в зоні боїв.
15 липня 2019 року загинув під час обстрілу терористами з боку окупованого Спартака з гранатометів, великокаліберних кулеметів та стрілецької зброї біля Авдіївки у пообідню пору — в ході бою зазнав поранення розривною кулею, втратив багато крові; помер в реанімації.
Вночі 18 липня 2019-го рокитнянці стрічали тіло Дмитра з лампадами та прапорами із усіма належними почестями та стоячи на колінах. Похований того ж дня на центральному кладовищі смт Рокитне з військовими почестями.
Був розлучений, без Дмитра лишилися батьки, дві сестри, син 2011 р.н. і донька 2014 р.н.

## Нагороди та вшанування
- Указом Президента України № 846/2019 від 14 листопада 2019 року за «особисту мужність і самовідданість, виявлені під час бойових дій та при виконанні службового обов'язку» нагороджений орденом «За мужність» III ступеня (посмертно)[3].